# ایستگاه راه‌آهن دورود
ایستگاه راه‌آهن دورود یک ایستگاه راه‌آهن در شهر دورود، ایران است.
این ایستگاه در تاریخ سوم شهریور ۱۳۱۷ جزئی از راه‌آهن سراسری ایران افتتاح شده‌است.